# Ниор
Ниор (фр. Niort) град је у Француској у региону Нова Аквитанија, у департману Де Севр.
По подацима из 2006. године број становника у месту је био 58.066.

## Демографија
| 1962.  | 1968.  | 1975.  | 1982.  | 1990.  | 1999.  | 2006.  | 2011.  |
| ------ | ------ | ------ | ------ | ------ | ------ | ------ | ------ |
| 37.512 | 48.469 | 62.267 | 58.203 | 57.012 | 56.663 | 58.066 | 57.813 |

## Партнерски градови
- Лангевисен
- Atakpamé
- Кобург
- Велингборо
- Шпринге
- Томељосо
- Хихон
- Бјала Подласка
- Варен